# Primera División (Cile)
La Primera División, nota anche come Campeonato Nacional Scotiabank per ragioni di sponsorizzazione, è la massima divisione del campionato cileno di calcio.
Organizzata dall'Asociación Nacional de Fútbol Profesional, organo della Federazione calcistica del Cile, la Primera División è un torneo a 16 squadre che occupa il trentunesimo posto nel ranking dell'IFFHS dei migliori campionati del mondo. Come la maggior parte dei campionati CONMEBOL, consta di due tornei stagionali: Apertura e Clausura.
La squadra campione in carica e la squadra più titolata è il Colo-Colo con 34 titoli vinti; il più recente risale alla stagione attuale 2024.

## Squadre 2024
| Club                 | Città                   |
| -------------------- | ----------------------- |
| Audax Italiano       | La Florida, Santiago    |
| Cobreloa             | Calama                  |
| Cobresal             | El Salvador, Chañaral   |
| Colo-Colo            | Macul, Santiago         |
| Coquimbo Unido       | Coquimbo                |
| Dep. Copiapó         | Copiapó                 |
| CD Everton           | Viña del Mar            |
| Dep. Iquique         | Iquique                 |
| Huachipato           | Talcahuano              |
| Ñublense             | Chillán                 |
| O'Higgins            | Rancagua                |
| Palestino            | La Cisterna, Santiago   |
| Unión Española       | Independencia, Santiago |
| Unión La Calera      | La Calera               |
| Universidad Católica | Las Condes, Santiago    |
| Universidad de Chile | Ñuñoa, Santiago         |

## Albo d'oro e Capocannonieri
| Anno      | Campione             | Secondo posto        | Capocannoniere |
| --------- | -------------------- | -------------------- | --- |
| 1933      | Magallanes           | Colo-Colo            | Luis Carvallo (CHI) • Colo-Colo • 9 gol                                                                                                   |
| 1934      | Magallanes           | Audax Italiano       | Carlos Giuduce (CHI) • Audax Italiano • 19 gol                                                                                            |
| 1935      | Magallanes           | Audax Italiano       | Aurelio Domínguez (CHI) • Colo-Colo • 12 gol Guillermo Ogaz (CHI) • Magallanes • 12 gol                                                   |
| 1936      | Audax Italiano       | Magallanes           | Hernán Bolaños (CRC) • Audax Italiano • 14 gol                                                                                            |
| 1937      | Colo-Colo            | Magallanes           | Hernán Bolaños (CRC) • Audax Italiano • 16 gol                                                                                            |
| 1938      | Magallanes           | Audax Italiano       | Gustavo Pizarro (CHI) • Badminton • 17 gol                                                                                                |
| 1939      | Colo-Colo            | Santiago Morning     | Alfonso Domínguez Guiñez (CHI) • Colo-Colo • 32 gol                                                                                       |
| 1940      | Universidad de Chile | Audax Italiano       | Víctor Alonso (CHI) • Universidad de Chile • 20 gol Pedro Valenzuela (CHI) • Magallanes • 20 gol                                          |
| 1941      | Colo-Colo            | Santiago Morning     | José Profetta (ARG) • Santiago National • 19 gol                                                                                          |
| 1942      | Santiago Morning     | Magallanes           | Domingo Romo (CHI) • Santiago Morning • 16 gol                                                                                            |
| 1943      | Unión Española       | Colo-Colo            | Luis Machuca (CHI) • Unión Española • 17 gol Victor Mancilla (CHI) • Universidad Católica • 17 gol                                        |
| 1944      | Colo-Colo            | Audax Italiano       | Juan Alcantara (CHI) • Audax Italiano • 19 gol Alfonso Domínguez Guiñez (CHI) • Colo-Colo • 19 gol                                        |
| 1945      | Green Cross          | Unión Española       | Ubaldo Cruche (URU) • Universidad de Chile • 17 gol Hugo Giorgi (ARG) • Audax Italiano • 17 gol Juan Zarate (ARG) • Green Cross • 17 gol  |
| 1946      | Audax Italiano       | Magallanes           | Ubaldo Cruche (URU) • Universidad de Chile • 25 gol                                                                                       |
| 1947      | Colo-Colo            | Audax Italiano       | Apolonides Vera (CHI) • Santiago National • 17 gol                                                                                        |
| 1948      | Audax Italiano       | Unión Española       | Juan Zárate (ARG) • Audax Italiano • 22 gol                                                                                               |
| 1949      | Universidad Católica | Santiago Wanderers   | Mario Lorca (CHI) • Unión Española • 20 gol                                                                                               |
| 1950      | CD Everton           | Unión Española       | Félix Díaz (ARG) • Green Cross • 21 gol                                                                                                   |
| 1951      | Unión Española       | Audax Italiano       | Rubén Aguilera (CHI) • Santiago Morning • 21 gol Carlos Tello (CHI) • Audax Italiano • 21 gol                                             |
| 1952      | CD Everton           | Colo-Colo            | René Meléndez (CHI) • CD Everton • 30 gol                                                                                                 |
| 1953      | Colo-Colo            | Palestino            | Jorge Robledo (CHI) • Colo-Colo • 26 gol                                                                                                  |
| 1954      | Universidad Católica | Colo-Colo            | Jorge Robledo (CHI) • Colo-Colo • 25 gol                                                                                                  |
| 1955      | Palestino            | Colo-Colo            | Nicolás Moreno (ARG) • Green Cross • 27 gol                                                                                               |
| 1956      | Colo-Colo            | Santiago Wanderers   | Guillermo Villarroel (CHI) • O'Higgins • 19 gol                                                                                           |
| 1957      | Audax Italiano       | Universidad de Chile | Gustavo Albella (ARG) • Green Cross • 27 gol                                                                                              |
| 1958      | Santiago Wanderers   | Colo-Colo            | Gustavo Albella (ARG) • Green Cross • 23 gol Carlos Verdejo (CHI) • Dep. La Serena • 23 gol                                               |
| 1959      | Universidad de Chile | Colo-Colo            | José Benito Rios (CHI) • O'Higgins • 22 gol                                                                                               |
| 1960      | Colo-Colo            | Santiago Wanderers   | Juan Falcón (ARG) • Palestino • 21 gol |
| 1961      | Universidad Católica | Universidad de Chile | Carlos Campos (CHI) • Universidad de Chile • 24 gol Honorino Landa (CHI) • Unión Española • 24 gol                                        |
| 1962      | Universidad de Chile | Universidad Católica | Carlos Campos (CHI) • Universidad de Chile • 34 gol                                                                                       |
| 1963      | Colo-Colo            | Universidad de Chile | Luis Hernán Álvarez (CHI) • Colo-Colo • 37 gol                                                                                            |
| 1964      | Universidad de Chile | Universidad Católica | Daniel Escudero (CHI) • CD Everton • 25 gol                                                                                               |
| 1965      | Universidad de Chile | Universidad Católica | Héctor Scandolli (ARG) • Rangers de Talca • 25 gol                                                                                        |
| 1966      | Universidad Católica | Colo-Colo            | Carlos Campos (CHI) • Universidad de Chile • 21 gol Felipe Bracamonte (ARG) • Unión San Felipe • 21 gol                                   |
| 1967      | Universidad de Chile | Universidad Católica | Eladio Zárate (PAR) • Unión Española • 28 gol                                                                                             |
| 1968      | Santiago Wanderers   | Universidad Católica | Carlos Reinoso (CHI) • Audax Italiano • 21 gol                                                                                            |
| 1969      | Universidad de Chile | Rangers de Talca     | Eladio Zárate (PAR) • Unión Española • 22 gol                                                                                             |
| 1970      | Colo-Colo            | Unión Española       | Osvaldo Castro (CHI) • Dep. Concepción • 36 gol                                                                                           |
| 1971      | Unión San Felipe     | Universidad de Chile | Eladio Zárate (PAR) • Universidad de Chile • 25 gol                                                                                       |
| 1972      | Colo-Colo            | Unión Española       | Fernando Espinoza (CHI) • Magallanes • 25 gol                                                                                             |
| 1973      | Unión Española       | Colo-Colo            | Guillermo Yávar (CHI) • Unión Española • 21 gol                                                                                           |
| 1974      | Huachipato           | Palestino            | Julio Crisosto (CHI) • Colo-Colo • 28 gol                                                                                                 |
| 1975      | Unión Española       | Dep. Concepción      | Víctor Pizarro (CHI) • Santiago Morning • 27 gol                                                                                          |
| 1976      | CD Everton           | Unión Española       | Oscar Fabbiani (ARG) • Palestino • 23 gol                                                                                                 |
| 1977      | Unión Española       | CD Everton           | Oscar Fabbiani (ARG) • Palestino • 34 gol                                                                                                 |
| 1978      | Palestino            | Cobreloa             | Oscar Fabbiani (ARG) • Palestino • 35 gol                                                                                                 |
| 1979      | Colo-Colo            | Cobreloa             | Carlos Caszely (CHI) • Colo-Colo • 20 gol                                                                                                 |
| 1980      | Cobreloa             | Universidad de Chile | Carlos Caszely (CHI) • Colo-Colo • 26 gol                                                                                                 |
| 1981      | Colo-Colo            | Cobreloa             | Víctor Cabrera (CHI) • San Luis de Quillota • 20 gol Carlos Caszely (CHI) • Colo-Colo • 20 gol Luis Marcoleta (CHI) • Magallanes • 20 gol |
| 1982      | Cobreloa             | Colo-Colo            | Jorge Siviero (URU) • Cobreloa • 18 gol                                                                                                   |
| 1983      | Colo-Colo            | Cobreloa             | Washington Olivera (URU) • Cobreloa • 29 gol                                                                                              |
| 1984      | Universidad Católica | Cobresal             | Víctor Cabrera (CHI) • Regional Atacama • 18 gol                                                                                          |
| 1985      | Cobreloa             | CD Everton           | Ivo Basay (CHI) • Magallanes • 19 gol |
| 1986      | Colo-Colo            | Palestino            | Sergio Salgado (CHI) • Cobresal • 18 gol                                                                                                  |
| 1987      | Universidad Católica | Colo-Colo            | Osvaldo Hurtado (CHI) • Universidad Católica • 21 gol                                                                                     |
| 1988      | Cobreloa             | Cobresal             | Gustavo De Luca (ARG) • Dep. La Serena • 18 gol Juan José Oré (PER) • Dep. Iquique • 18 gol                                               |
| 1989      | Colo-Colo            | Universidad Católica | Rubén Martínez (CHI) • Cobresal • 25 gol                                                                                                  |
| 1990      | Colo-Colo            | Universidad Católica | Rubén Martínez (CHI) • Colo-Colo • 22 gol                                                                                                 |
| 1991      | Colo-Colo            | Coquimbo Unido       | Rubén Martínez (CHI) • Colo-Colo • 23 gol                                                                                                 |
| 1992      | Cobreloa             | Colo-Colo            | Aníbal González (CHI) • Colo-Colo • 24 gol                                                                                                |
| 1993      | Colo-Colo            | Cobreloa             | Marco Antonio Figueroa (CHI) • Cobreloa • 18 gol                                                                                          |
| 1994      | Universidad de Chile | Universidad Católica | Alberto Acosta (ARG) • Universidad Católica • 33 gol                                                                                      |
| 1995      | Universidad de Chile | Universidad Católica | Gabriel Caballero (ARG/MEX) • Dep. Antofagasta • 18 gol Aníbal González (CHI) • Palestino • 18 gol                                        |
| 1996      | Colo-Colo            | Universidad Católica | Mario Véner (CHI) • Santiago Wanderers • 30 gol                                                                                           |
| 1997 A    | Universidad Católica | Colo-Colo            | David Bisconti (ARG) • Universidad Católica • 15 gol                                                                                      |
| 1997 C    | Colo-Colo            | Universidad Católica | Richart Báez (PAR) • Universidad de Chile • 10 gol Rubén Vallejos (CHI) • Dep. Puerto Montt • 10 gol                                      |
| 1998      | Colo-Colo            | Universidad de Chile | Pedro González Vera (CHI) • Universidad de Chile • 23 gol                                                                                 |
| 1999      | Universidad de Chile | Universidad Católica | Mario Núñez (CHI) • O'Higgins • 34 gol |
| 2000      | Universidad de Chile | Cobreloa             | Pedro González Vera (CHI) • Universidad de Chile • 26 gol                                                                                 |
| 2001      | Santiago Wanderers   | Universidad Católica | Héctor Tapia (CHI) • Colo-Colo • 24 gol                                                                                                   |
| 2002 A    | Universidad Católica | Rangers de Talca     | Sebastián González (CHI) • Colo-Colo • 18 gol                                                                                             |
| 2002 C    | Colo-Colo            | Universidad Católica | Manuel Neira (CHI) • Colo-Colo • 14 gol                                                                                                   |
| 2003 A    | Cobreloa             | Colo-Colo            | Salvador Cabañas (PAR) • Audax Italiano • 18 gol                                                                                          |
| 2003 C    | Cobreloa             | Colo-Colo            | Gustavo Biscayzacú (URU) • Unión Española • 21 gol                                                                                        |
| 2004 A    | Universidad de Chile | Cobreloa             | Patricio Galaz (CHI) • Cobreloa • 23 gol                                                                                                  |
| 2004 C    | Cobreloa             | Unión Española       | Patricio Galaz (CHI) • Cobreloa • 19 gol                                                                                                  |
| 2005 A    | Unión Española       | Coquimbo Unido       | Joel Estay (CHI) • CD Everton • 13 gol Héctor Mancilla (CHI) • Huachipato • 13 gol Álvaro Sarabia (CHI) • Dep. Puerto Montt • 13 gol      |
| 2005 C    | Universidad Católica | Universidad de Chile | César Díaz (CHI) • Cobresal • 13 gol Gonzalo Fierro (CHI) • Colo-Colo • 13 gol Cristian Montecinos (CHI) • Dep. Concepción • 13 gol       |
| 2006 A    | Colo-Colo            | Universidad de Chile | Humberto Suazo (CHI) • Colo-Colo • 19 gol                                                                                                 |
| 2006 C    | Colo-Colo            | Audax Italiano       | Leonardo Monje (CHI) • Univ. de Concepción • 17 gol                                                                                       |
| 2007 A    | Colo-Colo            | Universidad Católica | Humberto Suazo (CHI) • Colo-Colo • 18 gol                                                                                                 |
| 2007 C    | Colo-Colo            | Univ. de Concepción  | Carlos Villanueva (CHI) • Audax Italiano • 20 gol                                                                                         |
| 2008 A    | CD Everton           | Colo-Colo            | Lucas Barrios (ARG) • Colo-Colo • 19 gol                                                                                                  |
| 2008 C    | Colo-Colo            | Palestino            | Lucas Barrios (ARG) • Colo-Colo • 18 gol                                                                                                  |
| 2009 A    | Universidad de Chile | Unión Española       | Esteban Paredes (CHI) • Santiago Morning • 17 gol                                                                                         |
| 2009 C    | Colo-Colo            | Universidad Católica | Diego Rivarola (ARG) • Santiago Morning • 13 gol                                                                                          |
| 2010      | Universidad Católica | Colo-Colo            | Milovan Mirošević (CHI) • Universidad Católica • 19 gol                                                                                   |
| 2011 A    | Universidad de Chile | Universidad Católica | Matías Urbano (ARG) • Unión San Felipe • 12 gol                                                                                           |
| 2011 C    | Universidad de Chile | Cobreloa             | Esteban Paredes (CHI) • Colo-Colo • 14 gol                                                                                                |
| 2012 A    | Universidad de Chile | O'Higgins            | Enzo Gutiérrez (ARG) • O'Higgins • 11 gol                                                                                                 |
| 2012 C    | Huachipato           | Unión Española       | Sebastián Sáez (ARG) • Audax Italiano • 13 gol                                                                                            |
| 2013 T    | Unión Española       | Universidad Católica | Javier Elizondo (ARG) • Dep. Antofagasta • 14 gol Sebastián Sáez (ARG) • Audax Italiano • 14 gol                                          |
| 2013-14 A | O'Higgins            | Universidad Católica | Luciano Vázquez (ARG) • Ñublense • 11 gol                                                                                                 |
| 2013-14 C | Colo-Colo            | Universidad Católica | Esteban Paredes (CHI) • Colo-Colo • 16 gol                                                                                                |
| 2014-15 A | Universidad de Chile | Santiago Wanderers   | Esteban Paredes (CHI) • Colo-Colo • 12 gol                                                                                                |
| 2014-15 C | Cobresal             | Colo-Colo            | Esteban Paredes (CHI) • Colo-Colo • 11 gol Jean Paul Pineda (CHI) • Unión La Calera • 11 gol                                              |
| 2015-16 A | Colo-Colo            | Universidad Católica | Marcos Riquelme (ARG) • Palestino • 10 gol                                                                                                |
| 2015-16 C | Universidad Católica | Colo-Colo            | Nicolás Castillo (CHI) • Universidad Católica • 11 gol                                                                                    |
| 2016-17 A | Universidad Católica | Dep. Iquique         | Nicolás Castillo (CHI) • Universidad Católica • 13 gol                                                                                    |
| 2016-17 C | Universidad de Chile | Colo-Colo            | Felipe Mora (CHI) • Universidad de Chile • 13 gol                                                                                         |
| 2017 T    | Colo-Colo            | Unión Española       | Bryan Carrasco (CHI) • Audax Italiano • 10 gol                                                                                            |
| 2018      | Universidad Católica | Univ. de Concepción  | Esteban Paredes (CHI) • Colo-Colo • 19 gol                                                                                                |
| 2019      | Universidad Católica | Colo-Colo            | Lucas Passerini (CHI) • Palestino • 13 gol                                                                                                |
| 2020      | Universidad Católica | Unión La Calera      | Fernando Zampedri (ARG) • Universidad Católica • 20 gol                                                                                   |
| 2021      | Universidad Católica | Colo-Colo            | Fernando Zampedri (ARG) • Universidad Católica • 23 gol Gonzalo Sosa (ARG) • Dep. Melipilla • 23 gol                                      |
| 2022      | Colo-Colo            | Ñublense             | Fernando Zampedri (ARG) • Universidad Católica • 18 gol                                                                                   |
| 2023      | Huachipato           | Cobresal             | Fernando Zampedri (ARG) • Universidad Católica • 17 gol                                                                                   |
| 2024      | Colo-Colo            | Universidad de Chile | Fernando Zampedri (ARG) • Universidad Católica • 19 gol                                                                                   |

Legenda
- A = Apertura
- C = Clausura
- T = Torneo de Transición

## Vittorie per squadra
| Squadra              | Titoli | Anni vittorie | Secondi posti |
| -------------------- | ------ | --- | ------------- |
| Colo-Colo            | 34     | 1937, 1939, 1941, 1944, 1947, 1953, 1956, 1960, 1963, 1970, 1972, 1979, 1981, 1983, 1986, 1989, 1990, 1991, 1993, 1996, 1997 C, 1998, 2002 C, 2006 A, 2006 C, 2007 A, 2007 C, 2008 C, 2009 C, 2013-14 C, 2015-16 A, 2017 T, 2022, 2024 | 22            |
| Universidad de Chile | 18     | 1940, 1959, 1962, 1964, 1965, 1967, 1969, 1994, 1995, 1999, 2000, 2004 A, 2009 A, 2011 A, 2011 C, 2012 A, 2014-15 A, 2016-17 C | 9             |
| Universidad Católica | 16     | 1949, 1954, 1961, 1966, 1984, 1987, 1997 A, 2002 A, 2005 C, 2010, 2015-16 C, 2016-17 A, 2018, 2019, 2020, 2021 | 21            |
| Cobreloa             | 8      | 1980, 1982, 1985, 1988, 1992, 2003 A, 2003 C, 2004 C | 8             |
| Unión Española       | 7      | 1943, 1951, 1973, 1975, 1977, 2005 A, 2013 T | 10            |
| Magallanes           | 4      | 1933; 1934; 1935; 1938 | 4             |
| Audax Italiano       | 4      | 1936, 1946, 1948, 1957 | 8             |
| CD Everton           | 4      | 1950, 1952, 1976, 2008 A | 2             |
| Santiago Wanderers   | 3      | 1958, 1968, 2001 | 4             |
| Huachipato           | 3      | 1974, 2012 C, 2023 | 0             |
| Palestino            | 2      | 1955, 1978 | 4             |
| Santiago Morning     | 1      | 1942 | 2             |
| Green Cross          | 1      | 1945 | 0             |
| Unión San Felipe     | 1      | 1971 | 0             |
| O'Higgins            | 1      | 2013-14 A | 1             |
| Cobresal             | 1      | 2014-15 C | 3             |